# Nephrotoma chapini pattersoni
Nephrotoma chapini pattersoni is een tweevleugelige uit de familie langpootmuggen (Tipulidae). De soort komt voor in het Afrotropisch gebied.